# Carl Neuberg
Carl Neuberg (né le 29 juin 1877 à Hanovre, mort le 30 mai 1956  à New York) est un biochimiste allemand.

## Biographie
Neuberg étudie la chimie à l'université de Berlin, où il passe sa thèse de doctorat en 1900. Il devient  privatdocent en 1903 et Titularprofessor (titre de professeur ne donnant pas droit à un poste) à l'institut de pathologie en 1906.
Cette même année 1906, peu de temps après la parution du Biochemical Journal en Grande-Bretagne, il publie Biochemische Zeitschrift.
Il dirige l'institut de physiologie animal de la Landwirtschaftlichen Hochschule à Berlin entre 1909 et 1913. Il devient professeur en 1916 à l'université de Berlin.
À partir de 1913, il dirige l'institut de biochimie et thérapie expérimental du Kaiser-Wilhelm-Instituts (aujourd'hui Instituts für Biochemie à l'Université libre de Berlin). Cet institut est renommé en institut de biochimie en 1925. Il y reste directeur jusqu'à en être expulsé par les Nazis en 1934. Son successeur est Adolf Butenandt.
Il est ensuite professeur à Jérusalem et New York.
Il a travaillé sur la fermentation et l'action des enzymes. Il a découvert le Carboxylase.